# Aire d'attraction de Saint-Satur - Sancerre
L'aire d'attraction de Saint-Satur - Sancerre est un zonage d'étude défini par l'Insee pour caractériser l’influence de la commune de Saint-Satur sur les communes environnantes.

## Définition
L'aire d'attraction d'une ville est composée d’un pôle, défini à partir de critères de population et d’emploi ainsi que d’une couronne constituée des communes dont au moins 15 % des actifs travaillent dans le pôle. Le pôle d’attraction constitue ainsi un point de convergence des déplacements domicile-travail,.

## Type et composition
L’aire d'attraction de Saint-Satur - Sancerre est une aire intra-départementale qui comporte 14 communes dans le Cher. 
Elle est catégorisée dans les aires de moins de 50 000 habitants, une catégorie qui regroupe 12,2 % au niveau national.

### Carte

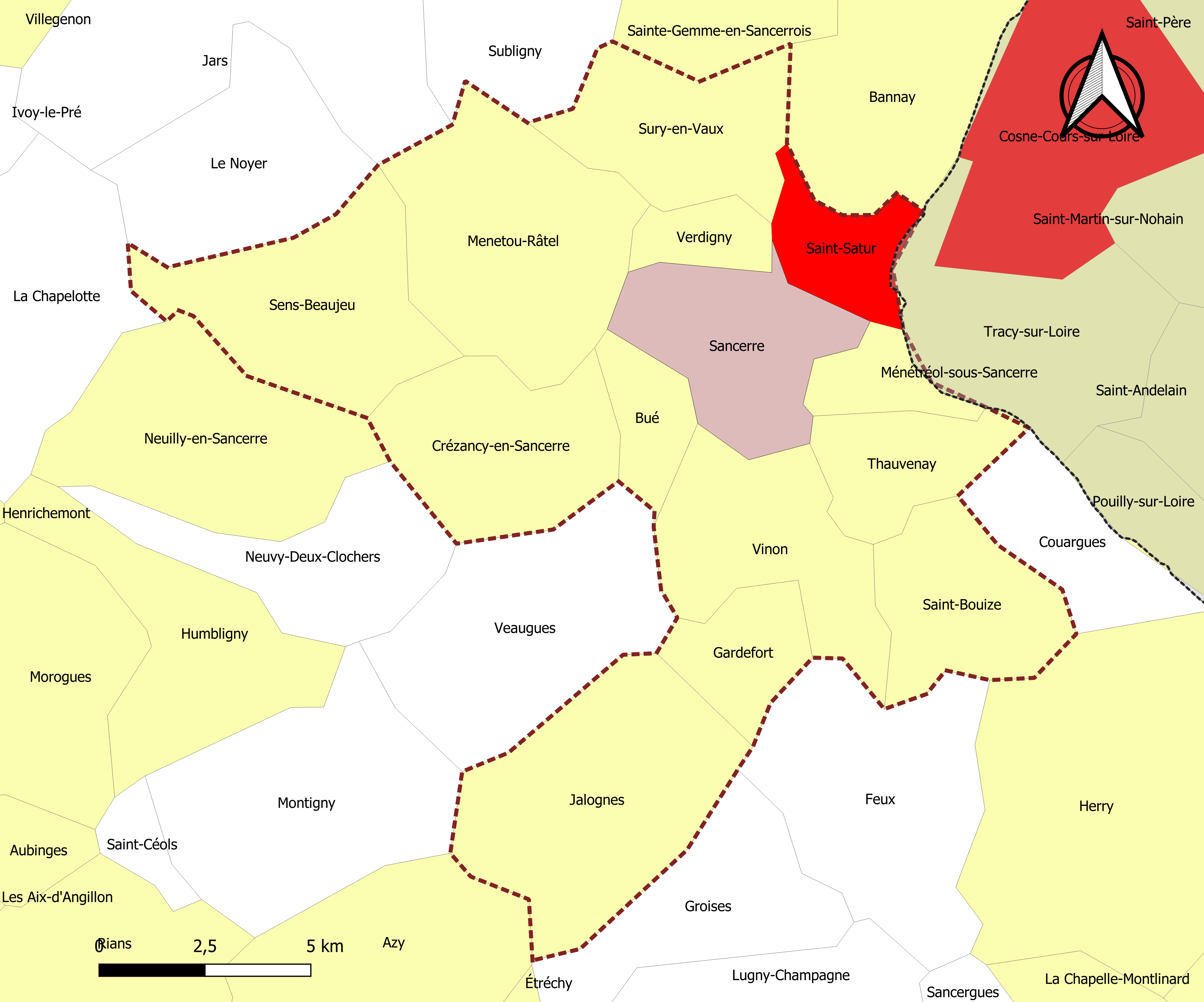
Carte de l'aire d'attraction de Saint-Satur - Sancerre.
Commune-centre
Commune du pôle principal
Commune de la couronne

### Composition communale
| Nom                          | Code Insee | Département | Statut                    | Superficie (km2) | Population (dernière pop. légale) | Densité (hab./km2) | Modifier                                    |
| ---------------------------- | ---------- | ----------- | ------------------------- | ---------------- | --------------------------------- | ------------------ | ------------------------------------------- |
| Saint-Satur (commune-centre) | 18233      | Cher        | commune-centre            | 7,86             | 1 410 (2022)                      | 179                | modifier les données · modifier les données |
| Sancerre                     | 18241      | Cher        | commune du pôle principal | 16,27            | 1 328 (2022)                      | 82                 | modifier les données · modifier les données |
| Bué                          | 18039      | Cher        | commune de la couronne    | 6,30             | 305 (2022)                        | 48                 | modifier les données · modifier les données |
| Crézancy-en-Sancerre         | 18079      | Cher        | commune de la couronne    | 18,92            | 425 (2022)                        | 22                 | modifier les données · modifier les données |
| Gardefort                    | 18098      | Cher        | commune de la couronne    | 8,44             | 126 (2022)                        | 15                 | modifier les données · modifier les données |
| Jalognes                     | 18116      | Cher        | commune de la couronne    | 28,09            | 269 (2022)                        | 9,6                | modifier les données · modifier les données |
| Menetou-Râtel                | 18144      | Cher        | commune de la couronne    | 28,01            | 463 (2022)                        | 17                 | modifier les données · modifier les données |
| Ménétréol-sous-Sancerre      | 18146      | Cher        | commune de la couronne    | 5,67             | 296 (2022)                        | 52                 | modifier les données · modifier les données |
| Saint-Bouize                 | 18200      | Cher        | commune de la couronne    | 14,97            | 258 (2022)                        | 17                 | modifier les données · modifier les données |
| Sens-Beaujeu                 | 18249      | Cher        | commune de la couronne    | 21,54            | 403 (2022)                        | 19                 | modifier les données · modifier les données |
| Sury-en-Vaux                 | 18258      | Cher        | commune de la couronne    | 15,82            | 685 (2022)                        | 43                 | modifier les données · modifier les données |
| Thauvenay                    | 18262      | Cher        | commune de la couronne    | 9,86             | 319 (2022)                        | 32                 | modifier les données · modifier les données |
| Verdigny                     | 18274      | Cher        | commune de la couronne    | 4,99             | 318 (2022)                        | 64                 | modifier les données · modifier les données |
| Vinon                        | 18287      | Cher        | commune de la couronne    | 18,01            | 297 (2022)                        | 16                 | modifier les données · modifier les données |